# Social-Media-Management
Social-Media-Management ist ein Begriff für das Kommunikationsmanagement von Organisationen in den sozialen Online-Medien. Social-Media-Management ist aus PR-Sicht ein Teilbereich der Online-PR, die sich auch auf weitere Medien im Web, wie z. B. klassische Websites beziehen. Überschneidungen gibt es teilweise mit dem Social Media Marketing.

## Aufgabenbereich
In Organisationen, wie beispielsweise Unternehmen, NGOs oder Parteien, beschäftigen sich Teilbereiche der Organisationskommunikation (Marketing, Public Relations und Interne Kommunikation) sowie Human Resources mit dem Thema Social Media. 
Social Media Relations beinhaltet daher als Schwerpunkt die von einer Organisation gerichtete interne sowie externe Kommunikation zu organisationsrelevanten Anspruchsgruppen (z. B. Kunden, Investoren, Politiker, Wähler u. ä.). Ein wichtiger Aspekt von Social Media Relations ist die Beziehungspflege zu (relevanten) Personen bzw. Bezugsgruppen im Social Web. Dies können neue Gruppen sein, die vornehmlich in Social Media auftreten und kommunizieren, z. B. Blogger oder Twitter-Nutzer, und eine hohe Reichweite erzielen (sogenannte Influencer). Ebenso bestehen Beziehungen zu weiteren Personen und Bezugsgruppen, die Social Media (z. B. Online-Communitys) nutzen, wie beispielsweise bestehende oder potenzielle Kunden oder Personen der Öffentlichkeit wie Politikern oder Prominente. Social Media Relations in der internen Kommunikation bezieht sich auf Mitarbeiter einer Organisation. Mögliche Instrumente sind hier organisationsinterne Social Networks als Intranet. Wichtige Fragen sind die Verortung der Social-Media-Manager in entsprechenden, oftmals eigenen Abteilungen sowie die Verteilung von Zuständigkeiten.